# Ішкашимський район
Ішкаши́мський район (тадж. Ноҳияи Ишкошим) — адміністративна одиниця другого порядку у складі Горно-Бадахшанської автономної області Таджикистану. Центр — село Ішкашим, розташоване за 86 км від Хорога.

## Географія
Район розташований в долині річки П'яндж. На півночі межує з Шугнанським та Рошткалинським, а на сході — з Мургабським районами Горно-Бадахшанської автономної області. На заході та півдні має кордон з Афганістаном.

## Населення
Населення — 30300 осіб (2013; 30000 в 2012, 29800 в 2011, 29500 в 2010, 29000 в 2009, 28600 в 2008, 28400 в 2007).

## Адміністративний поділ
Адміністративно район поділяється на 7 джамоатів:
| Район                | Площа, км² | Населення, осіб | Центр   | Населені пункти |
| -------------------- | ---------- | --------------- | ------- | --------------- |
| Андаробський джамоат | -          | 2527            | Андароб | -               |
| Бранзький джамоат    | -          | 5152            | Бранг   | -               |
| Зонзький джамоат     | -          | 4863            | Зонг    | -               |
| Ішкашимський джамоат | -          | 6567            | Ішкашим | -               |
| Козідехський джамоат | -          | 1880            | Козідех | -               |
| Пітубський джамоат   | -          | -               | Пітуб   | -               |
| Шитхарвський джамоат | -          | 4862            | Шитхарв | -               |

## Історія
Район був утворений 27 жовтня 1932 року як у складі Горно-Бадахшанської автономної області Таджицької РСР.